# Google Talk
Google Talk war ein Instant-Messaging-Dienst sowie ein dazugehöriger Software-Client, den Google Inc. entwickelte.
Gmail-Benutzer konnten damit in Echtzeit durch Textnachrichten oder Sprache kommunizieren. Google Talk basiert auf dem XMPP-Protokoll, das von der XMPP Standards Foundation als offenes Instant-Messaging-Protokoll entwickelt wurde und von Google um die VoIP-Funktionalität unter dem Namen Jingle erweitert wurde. Daher konnte man den Dienst neben dem offiziellen Client-Programm mit beliebigen anderen XMPP-Clients nutzen.
Google-Talk war mit vielfältigen Betriebssystemen nutzbar, bis es 2013 durch Google Hangouts ersetzt wurde. Am 16. Februar 2015 wurde der Betrieb eingestellt.
Als Plattform war Google Talk bis zum 26. Juni 2017 in GMail Chats, mit anderen XMPP-Clients oder über die Android-App von Talk nutzbar.
Die Sprach- und Videoanrufe standen bis 2022 bei Google Hangouts zur Verfügung. Im März 2022 wurde auch dieser Dienst abgeschaltet und durch Google Meet für Sprach- und Videoanrufe, und Google Chat für Textnachrichten ersetzt.

## Geschichte
Der Einführung gingen Spekulationen voraus; so warb Google im Januar 2005 um die Stelle eines VoIP-Experten und kurz vor der Einführung des Dienstes am 24. August 2005 wurde in vielen Internetforen darüber berichtet, dass ein XMPP-Server auf talk.google.com und dem XMPP-Standardport 5222 mit einer XMPP-typischen Verweigerung auf Anmeldeversuche antwortete.
Seit dem 17. Januar 2006 wurde Google Talk um die Möglichkeit der Verbindung zu anderen XMPP-Servern erweitert und erlaubte nun Kommunikation zwischen XMPP- und Google-Talk-Nutzern. Daher war außerdem die Kommunikation mit Nutzern von Anbietern wie GMX, Web.de, EarthLink, Gizmo5, Tiscali, NetEase, Chikka, MediaRing möglich. Auch plante Google die Implementierung netzübergreifender Kommunikation mit Usern externer Messaging-Dienste in ihre Clients, was sich vorerst aber auf AIM beschränkte.
Im Juni 2012 gab Google bekannt, Google Talk mit Google Hangouts und Google+ Messenger zusammenführen zu wollen, um die Fragmentierung ihrer Produkte zu reduzieren. Die XMPP-Unterstützung wurde im Mai 2013 eingestellt. Am 27. Juni 2017 wurde der Dienst mit der Migration der Anwender zu Hangouts geschlossen.